# Squatina japonica
Espèce
Répartition géographique
Statut de conservation UICN

 VU A2d+4d : Vulnérable
Squatina japonica est une espèce de requins de la famille des Squatinidae.

## Distribution
Cette espèce se rencontre dans le Nord-Ouest du Pacifique : zones côtières du Japon, de la Corée, nord de la Chine, Mer Jaune.